# Santa Fé de Minas
Santa Fé de Minas é um município brasileiro do estado de Minas Gerais. Sua população recenseada em 2022 era de 3 522 habitantes.

## Histórico
A história de Santa Fé de Minas começa quando o Município de São Francisco se chamava São José das Pedras dos Angicos. Em 1881 tem o nome mudado para "Nossa Senhora da Conceição de Capão Redondo", tornando-se distrito, em 1923, denominado "Capão Redondo" e incorporado ao município de São Romão.
De acordo com pesquisas históricas da região norte mineira, essa localidade foi descoberta mais ou menos em 1860 com a chegada de garimpeiros vindos de vários lugares à procura de diamantes, que descobriram o Ribeirão de Santa Fé com presença de cascalho não somente no leito do Ribeirão, mas também nos barrancos e nos manchões paralelos às suas margens. Foi onde começaram a fazer sondagens, e constataram a existência de preciosos diamantes. 
Foram se formando ranchos de folhas de buritis e mais tarde casas de adobe, que chegaram a formar um povoado, posteriormente um arraial, vila e distrito. O nome "Capão Redondo" foi devido a existência de um bosque nativo com esse nome, a cerca de 2 km da sede do atual município ao lago da margem direita do Ribeirão de Santa Fé, onde hoje está localizada a cidade.
O então Distrito de Capão Redondo recebeu a denominação de Santa Fé de Minas, no dia 30 de dezembro de 1962 pela Lei nº 843, em homenagem ao Ribeirão Santa Fé, que corta o referido município banhando a sede municipal, e que deu origem a fundação do arraial devido à grande quantidade de diamantes existentes em seu leito.
A emancipação política do município ocorreu em 1º de março de 1963.

## Política
. .